# Jean-Philippe de Grolée
Jean-Philippe de Grolée, né entre 1504 et 1506 et mort le 21 décembre 1559, est un ecclésiastique, archevêque-comte de Tarentaise du XVIe siècle, issu de la famille de Grolée.

## Biographie

### Origines
Jean-Philippe de Grolée serait né vers 1504 ou 1506,, si l'on considère son âge lorsqu'il est nommé archevêque.
Il est le fils de Jacques, seigneur de Grolée. La famille de Grolée est originaire du Bugey. Son père est chambellan du duc de Savoie.
Jean de Tournai, un Bourguignon entré au service du duc de Savoie, devient son précepteur.

### Très jeune archevêque
Il est très jeune lorsqu'il est appelé à monter sur le trône épiscopal de Tarentaise, le 28 avril 1516. Il succède à Claude de Châteauvieux, qui résigne en avril 1516. Son épiscopat dure quarante-trois ans.
Il a très probablement 12 ans, selon Besson (1759), Plaisance (1903) ou Roubert (1961). On trouve également l'âge de 10 ans, selon Julg (2004).
Il possède d'abord le titre d'administrateur. L'archidiocèse est en réalité administré par Pierre Perrin, évêque d'Hebron et suffragant de Maurienne et de Tarentaise.
Jean-Philippe de Grolée reçoit « les quatre ordres mineurs, le sous-diaconat et la prêtrise » en le 2 février 1520,. Il est sacré évêque la semaine suivante (1528 selon catholic-hierarchy.org). Il doit cependant attendre l'année 1533 pour recevoir le pallium,. Au cours de cette même année, il reçoit un diplôme de l'empereur.

### Épiscopat
Le 12 décembre 1525, Jean-Philippe de Grolée prête hommage au comte Charles II.
En 1529, les domaines archiépiscopaux sont connus à partir d'une enquête effectuée par les officiers ducaux, la ville de Moûtiers ainsi que quatorze paroisses dans la vallée.
Sous son épiscopat, la mainmise des princes de Savoie sur la vallée se confirme, malgré les oppositions de l'évêque.
En février 1536, les troupes françaises envahissent le duché de Savoie. La cathédrale et la ville épiscopale sont pillées. Jean-Philippe de Grolée, dans une lettre datée d'avril, ne peut que constater que le pays est « pillé, brûlé et tout ».
On le retrouve à la cour des Valois, vers 1550-1551.
Il meurt le 21 décembre 1559.